# Terezinha
Terezinha est une municipalité brésilienne située dans l'État du Pernambouc.